# 紗久樂さわ
紗久樂さわ（日语：紗久楽さわ），日本漫畫家。

## 經歷
大阪府出身。
作品《百與卍》於2018年獲選《這本BL不得了！》第一名，翌年榮獲第22屆日本新媒體動漫藝術節漫畫部門優秀賞。